# Chapet
Chapet ist eine französische Gemeinde mit 1.337 Einwohnern (Stand: 1. Januar 2022) im Département Yvelines in der Region Île-de-France. Die Gemeinde gehört zum Arrondissement Mantes-la-Jolie und zum Kanton Les Mureaux (bis 2015: Kanton Meulan-en-Yvelines). Die Einwohner werden Chapetois genannt.

## Geographie
Chapet liegt etwa 32 Kilometer westnordwestlich von Paris. Umgeben wird Chapet von den Nachbargemeinden Les Mureaux im Norden und Nordwesten, Verneuil-sur-Seine im Norden und Nordosten, Vernouillet im Osten, Morainvilliers im Süden und Südosten sowie Ecquevilly im Süden und Westen.
Das Gemeindegebiet wird im Westen vom Flüsschen Orgeval durchquert.

## Bevölkerungsentwicklung
| Jahr                      | 1962 | 1968 | 1975 | 1982 | 1990 | 1999 | 2006 | 2013 |
| Einwohner                 | 483  | 567  | 769  | 973  | 1103 | 1124 | 1177 | 1224 |
| Quelle: Cassini und INSEE |      |      |      |      |      |      |      |      |

## Sehenswürdigkeiten

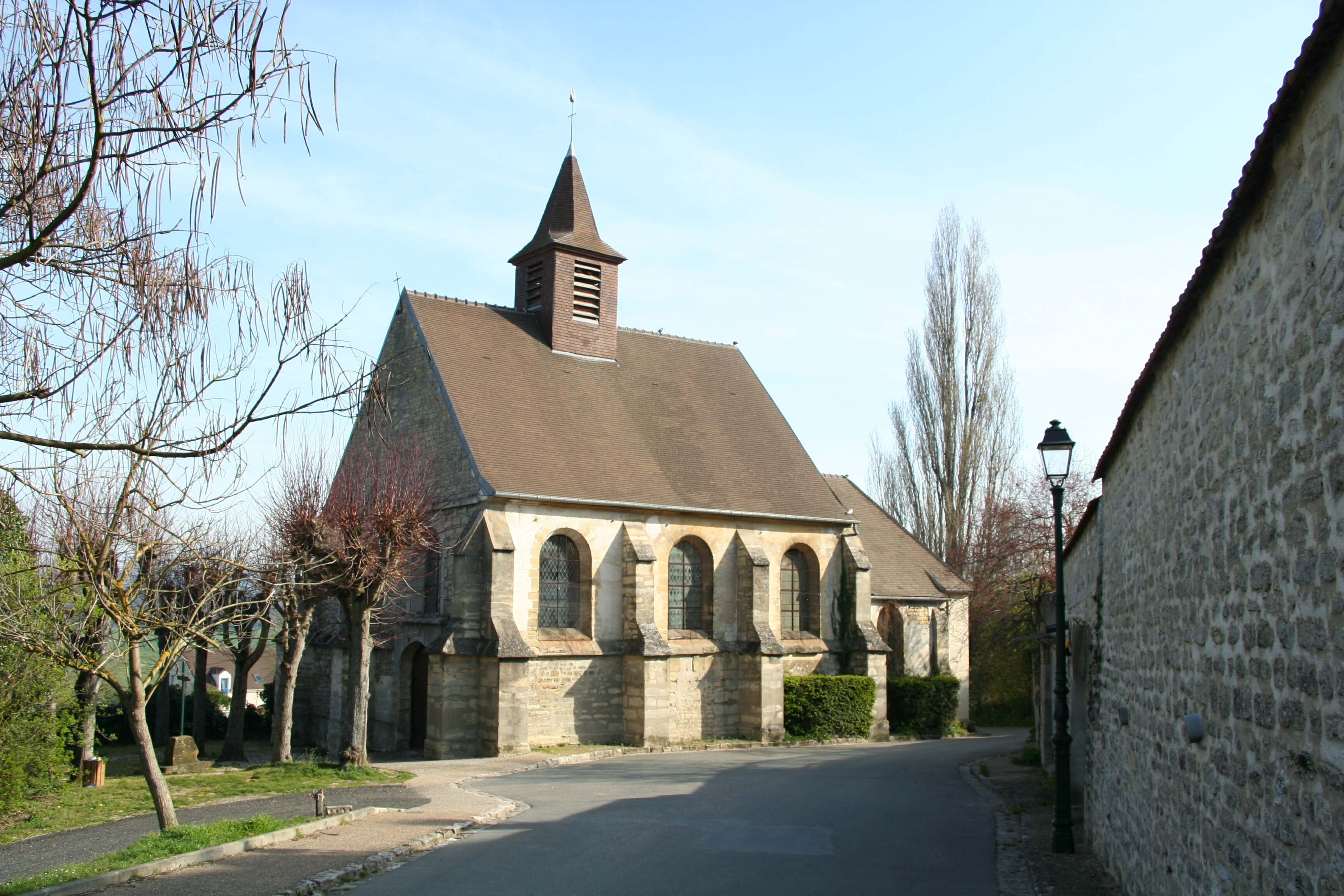
Kirche Saint-Denis

- Kirche Saint-Denis aus dem 12. Jahrhundert (siehe auch: Liste der Monuments historiques in Chapet)